# Kajmany na Letnich Igrzyskach Olimpijskich 2012
Kajmany na XXX Letnich Igrzyskach Olimpijskich w Londynie reprezentowało 5 sportowców – 4 mężczyzn i 1 kobieta.
Był to dziewiąty start Kajmanów na letnich igrzyskach olimpijskich.

## Reprezentanci

### Lekkoatletyka
Mężczyźni
| Zawodnik      | Konkurencja        | Eliminacje | Eliminacje | Ćwierćfinał | Ćwierćfinał | Półfinał      | Półfinał      | Finał         | Finał         |
| Zawodnik      | Konkurencja        | Wynik      | Miejsce    | Wynik       | Miejsce     | Wynik         | Miejsce       | Wynik         | Miejsce       |
| ------------- | ------------------ | ---------- | ---------- | ----------- | ----------- | ------------- | ------------- | ------------- | ------------- |
| Ronald Forbes | 110 m przez płotki | 14,21      | 7          |             |             | Nie awansował | Nie awansował | Nie awansował | Nie awansował |
| Kemar Hyman   | 100 m              |            |            | 10,16       | 4           | DNS           | DNS           | Nie awansował | Nie awansował |

Kobiety
| Zawodnik           | Konkurencja | Eliminacje | Eliminacje | Ćwierćfinał | Ćwierćfinał | Półfinał       | Półfinał       | Finał          | Finał          |
| Zawodnik           | Konkurencja | Wynik      | Miejsce    | Wynik       | Miejsce     | Wynik          | Miejsce        | Wynik          | Miejsce        |
| ------------------ | ----------- | ---------- | ---------- | ----------- | ----------- | -------------- | -------------- | -------------- | -------------- |
| Cydonie Mothersill | 200 m       | DNS        | DNS        |             |             | Nie awansowała | Nie awansowała | Nie awansowała | Nie awansowała |

### Pływanie
Mężczyźni
| Zawodnik      | Konkurencja           | Eliminacje | Eliminacje | Półfinał      | Półfinał      | Finał         | Finał         |
| Zawodnik      | Konkurencja           | Czas       | Miejsce    | Czas          | Miejsce       | Czas          | Miejsce       |
| ------------- | --------------------- | ---------- | ---------- | ------------- | ------------- | ------------- | ------------- |
| Brett Fraser  | 50 m stylem dowolnym  | 22,91      | 32         | Nie awansował | Nie awansował | Nie awansował | Nie awansował |
| Brett Fraser  | 100 m stylem dowolnym | 48,54      | 6          | 48,92         | 15            | Nie awansował | Nie awansował |
| Brett Fraser  | 200 m stylem dowolnym | 1:47,74    | 14         | 1:47,01       | 12            | Nie awansował | Nie awansował |
| Shaune Fraser | 100 m stylem dowolnym | 48,99      | 16         | 49,07         | 16            | Nie awansował | Nie awansował |
| Shaune Fraser | 200 m stylem dowolnym | 1:48,53    | 20         | Nie awansował | Nie awansował | Nie awansował | Nie awansował |